# Болід 13 жовтня 1990 року
Болід 13 жовтня 1990 року — метеороїд із розрахунковою масою 44 кг, який 13 жовтня 1990 року ввійшов в атмосферу Землі над Чехословаччиною та Польщею, а за кілька секунд повернувся в космічний простір. Такі дотичні метеори, які входять в земну атмосферу по дотичній і потім виходять з неї, є досить рідкісним явищем. Це була лише друга така подія зареєстрована за допомогою наукових астрономічних інструментів (після Великого денного боліда 1972 року), і перша, зареєстрована з двох рознесених місць, що дозволило розрахувати орбіту метеороїда. Гравітація Землі значно змінила його орбіту, а частина маси була втрачена в земній атмосфері.

## Спостереження
Про візуальне спостереження повідомили незалежно три чеські спостерігачі: Петр Правец, Павел Класек і Луція Булічкова. Згідно з їхнім повідомленням, подія розпочалася о 03:27:16 ± 3 UT, після чого метеороїд рухався з півдня на північ. Він залишив слід, який було видно протягом 10 секунд.
Більшість даних про метеороїд було отримано з фотографічних спостережень за допомогою камер Європейської болідної мережі. Це була перша подія такого типу, записана за допомогою камер із двох віддалених місць — Червеної гори й Свраутоха (обидва в теперішній Чехії), що дозволило розрахувати орбіту метеороїда геометричними методами. В обох місцях об'єктиви типу риб'яче око спостерігали весь небосхил.
Фотографія з Червеної гори була особливо цінною. На ній зафіксована траєкторія боліда довжиною приблизно 110°, яка починається з висоти 51° над південним горизонтом, проходить всього на 1° західніше зеніту і закінчується на висоті лише 19° над північним горизонтом, при цьому метеороїд перетинає 60 % неба. Ця камера була оснащена обертовим затвором, який переривав експозицію 12,5 раза на секунду й розділив слід боліда на окремі штрихи, що дозволило визначити його швидкість. Протягом прольоту останніх 4° кутова швидкість боліда на небі була нижчою, ніж роздільна здатність приладу. На зображеннях зі Свратоуха записано траєкторію довжиною всього близько 15°, починаючи з 30° над горизонтом на північному заході, і на фото метеор видно досить слабко. Незважаючи на це, даних було достатньо для проведення розрахунків.
Незалежне спостереження метеора здійснив Готфред Крістенсен, який зафіксував його радіосигнал за допомогою самописця, під'єднаного до радіоприймача в Гавдрупі (Данія). Радіосигнал розпочався о 03:27:24 ± 6 UT і тривав 78 секунд.

## Дані про проліт

Частина траєкторія метеора над Чехословаччиною та Польщею, зафіксована камерами Європейської болідної мережі

Метеороїд увійшов до атмосфери Землі досить м'яко (порівняно, наприклад, з Великим денним болідом 1972 року). Він став видимим на висоті 103,7 км на північ від Угерського Броду (Чехословаччина), наблизився до поверхні Землі на 98,67 км на північний схід від Вроцлава (Польща) і зник з поля зору камер на висоті 100,4 км на північ від Познані (Польща). Ймовірно, його було б видно, доки він не досяг висоти 110 км над південною частиною Балтійського моря.
Стандартна зоряна величина метеороїда (видима зоряна величина, яку б він мав на висоті 100 км у зеніті спостерігача), дорівнювала приблизно −6 і суттєво не змінювалася протягом кількох секунд спостереження. За 9,8 с спостереження він подолав відстань 409 км, рухаючись зі швидкістю 41,74 км/с, яка майже не змінювалася під час польоту. Іржі Боровічка і Зденек Цеплеха з Обсерваторії Ондржейов в Чехословаччині підрахували, що сповільнення, викликане тертям об атмосферу, становило лише 1,7 м/с² поблизу перигею (найближчої точки до Землі), тому швидкість метеороїда зменшилася лише на 12 м/с (менше 0,03 %). Це добре узгоджується з результатами комп'ютерного моделювання, яке здійснили Д. В. Олсон, Р. Л. Доешер і К. Уотсон із Південно-Західного університету штату Техас, які дійшли висновку, що уповільнення було менше 0,5 м/с2 за винятком кількох секунд поблизу перигею. Ця невелика втрата швидкості, 12 м/с, відповідала втраті кінетичної енергії (в системі відліку Землі) 0,5 МДж/кг, яка перетворювалася на тепло і, можливо, звук. З іншого боку, зміна вектора швидкості метеороїда внаслідок сили тяжіння Землі протягом тих годин, що він летів крізь гравітаційне поле Землі, була порядку кілометрів на секунду.
За допомогою комп'ютерного моделювання також розрахували значення миттєвої видимої зоряної величини в атмосфері. Розрахунок почався і закінчився на висоті близько 250 км, набагато раніше й пізніше, ніж болід був видимим камерам Європейської болідної мережі. Початкове значення його видимої зоряної величини дорівнювало +5,7, а потім метеор досить швидко ставав яскравішим. Програма дала значення видимої зоряної величини −5,7, коли метеор помітила одна з камер, і −6,3 в перигеї. Потім метеор почав тьмяніти до видимої зоряної величини −5,4, коли його востаннє бачили камери, і останнє розрахункове значення видимої зоряної величини дорівнювало +6,0 на висоті 257 км. Проте ці значення є не зовсім точними, тому що програма працювала зі спрощеним припущенням, що світловіддача боліда не змінювалася вздовж траєкторії. Початкове значення видимої зоряної величини дуже близьке до межі спостереження неозброєним оком. Наприклад, слабкі зорі зі значенням видимої зоряної величини +6 можна спостерігати тільки в темній сільській місцевості, на відстані приблизно за 150 км від великих міст. Для порівняння, це значення відповідає видимій зоряній величині Урана. На найяскравіших ділянках траєкторії метеороїд був у кілька разів яскравішим, ніж максимальна яскравість Венери.
| Параметри боліда   | початок                                                           | перицентр                                                         | кінець                                                            |
| ------------------ | ----------------------------------------------------------------- | ----------------------------------------------------------------- | ----------------------------------------------------------------- |
| Швидкість          | 41,74 км/с                                                        | 41,74 км/с                                                        | 41,74 км/с                                                        |
| Висота             | 103,7 км                                                          | 98,67 км                                                          | 100,4 км                                                          |
| Координати         | 49°03′00″ пн. ш. 17°39′00″ сх. д. / 49.050° пн. ш. 17.650° сх. д. | 51°21′00″ пн. ш. 17°18′00″ сх. д. / 51.350° пн. ш. 17.300° сх. д. | 52°40′59″ пн. ш. 17°04′01″ сх. д. / 52.683° пн. ш. 17.067° сх. д. |
| Абсолютна величина | −5,6                                                              | −6,2                                                              | −6,1                                                              |
| Видима величина    | −5,7                                                              | −6,3                                                              | −5,4                                                              |

## Фізичні характеристики
Метеороїд був болідом типу І, тобто звичайним хондритом. Коли він увійшов в земну атмосферу його маса становила близько 44 кг. Цю оцінку зробили на підставі вимірювання значень абсолютної зоряної величини та швидкості. Для типових густин звичайних хондритів можна оцінити, що діаметр метеороїда знаходиться між 28,5 і 30 см. У процесі контакту з атмосферою він втратив масу близько 350 г. Комп'ютерне моделювання показало, що він почав втрачати масу приблизно в той момент, коли став видимим для камер Європейської болідної мережі, на висоті 100,6 км. Він продовжував втрачати масу протягом 25 с, поки болід не досяг висоти близько 215 км. Його поверхня розплавилася від тертя об атмосферу, але після віддалення від Землі знову почала затвердівати, вкрившись типовою корою плавлення метеорита.
Метеороїд не становив небезпеки. Навіть якби він прийшов під іншим кутом і дістався нижчих шарів атмосфери, він нагрівся б так сильно, що вибухнув би високо над Землею, і тільки дрібні його частинки могли б упасти на поверхню Землі як метеорити.

## Орбіта

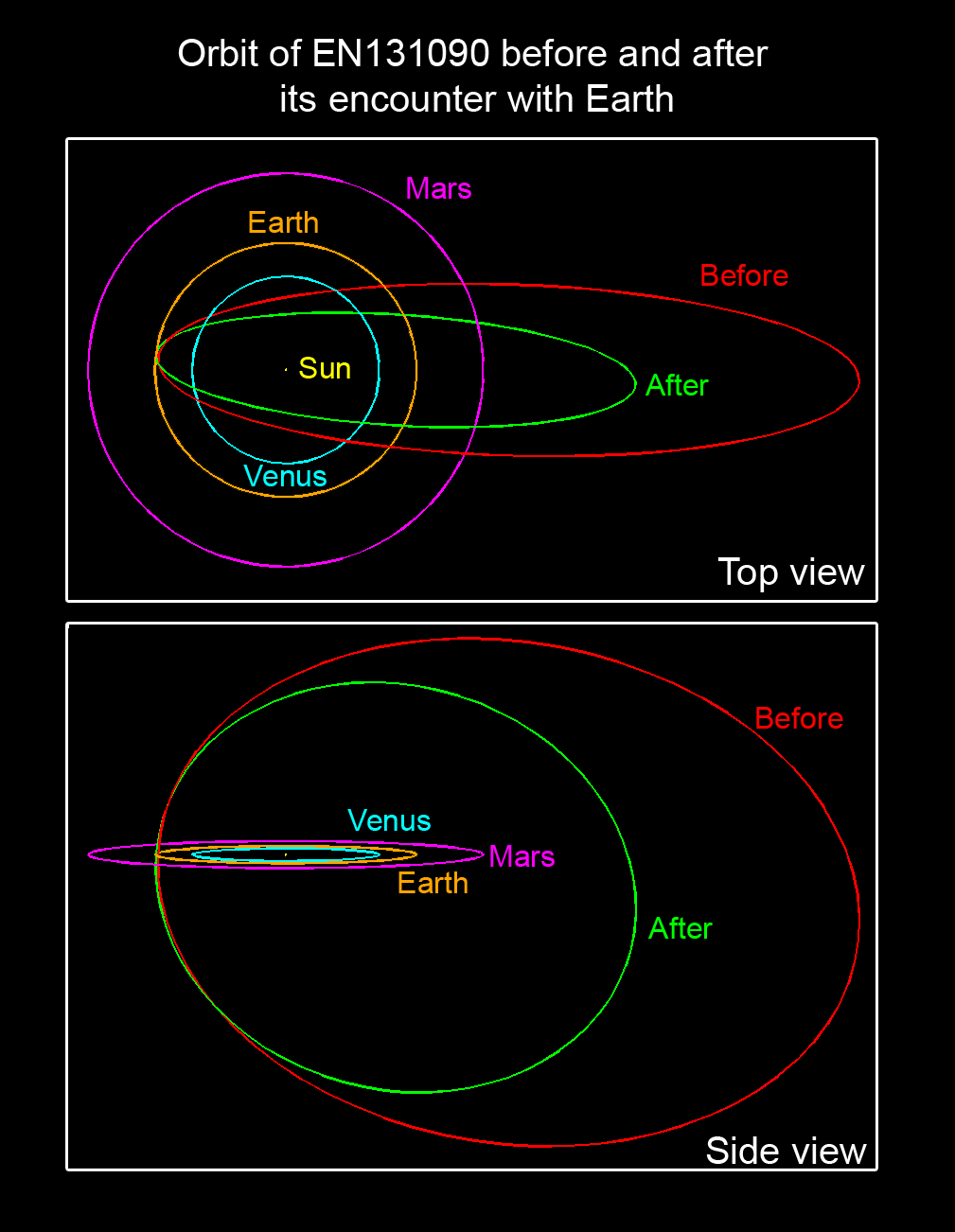
Орбіта метеороїда до і після прольоту повз Землю

Оскільки політ боліда зареєстрували дві камери Європейської болідної мережі, можна було розрахувати траєкторію його польоту крізь атмосферу і з неї визначити характеристики орбіти метеороїда в Сонячній системі до та після прольоту повз Землю. Розрахунки опублікували чеські астрономи Павло Спурни, Зденек Цеплеха й Іржі Боровічка, спеціалісти зі спостережень метеорів з Обсерваторії Ондржейов. Вони показали, що гравітаційна взаємодія із Землею значно змінила орбіту метеороїда. Наприклад, афелій (найдальша відстань від Сонця) й орбітальний період зменшилися майже до половини своїх початкових значень. Об'єкт від самого початку перебував на орбіті з великим нахилом (71°), а після прольоту нахил ще трохи збільшився (74°).
| Орбітальні характеристики | Перед прольотом       | Після прольоту        |
| ------------------------- | --------------------- | --------------------- |
| Велика піввісь            | 2,72 ± 0,08 а. о.     | 1,87 ± 0,03 а. о.     |
| Ексцентриситет орбіти     | 0,64 ± 0,01           | 0,473 ± 0,009         |
| Перигелій                 | 0,9923 ± 0,0001 а. о. | 0,9844 ± 0,0002 а. о. |
| Афелій                    | 4,45 ± 0,15 а. о.     | 2,76 ± 0,07 а. о.     |
| Аргумент перицентру       | 9,6 ± 0,1°            | 16,6 ± 0,2°           |
| Довгота висхідного вузла  | 19,671°               | 19,671°               |
| Нахил орбіти              | 71,4 ± 0,2°           | 74,4 ± 0,2°           |
| Орбітальний період        | 4,5 ± 0,2 року        | 2,56 ± 0,06 року      |

Приблизно кожні 2,5 або 2,6 року метеороїд повертається в точку Сонячної системи, де відбулася 1990 року відбулася його зустріч із Землею, а Земля повертається в ту саму точку щороку. Період метеороїда невідомий достатньо точно, щоб передбачити, коли Земля і метеороїд опиняться в цій точці одночасно, щоб сталася їхня наступна зустріч.

## Інші подібні боліди
Хоча входження метеороїдів в атмосферу Землі є дуже поширеним явищем, реєстрація подібних прольотів дотичних метеорів через верхні шари атмосфери є досить рідкісною. Ймовірно, першим надійно задокументованим таким явищем був Великий метеор 1860 року над США. Чехословацько-польський болід часто порівнюють з Великим денним болідом 1972 року над США і Канадою, який став першим випадком реєстрації такої події науковими приладами. Болід 1972 року був у 1000 разів масивнішим та підійшов на 40 км ближче до поверхні Землі. Спостереження дотичних метеорів 1972 і 1990 років допомогли розробити методи обчислення траєкторій таких об'єктів, які в майбутньому застосували для розрахунку траєкторії іншого дотичного метеора, який спостерігали 29 березня 2006 року над Японією.

## Виноски
1. 1 2  За Всесвітнім часом; Місцевий час (CET) на годину більший.
2. ↑  Це лише трохи нижче лінії Кармана, яка вважається межею між атмосферою Землі та космосом[3].
3. 1 2  Це швидкість, яку зафіксували спостерігачі. У геоцентричній системі координат (яка рухається з орбітальною швидкістю близько 30 км/с навколо Сонця) швидкість становила 40,22 км/с[4].
4. ↑  3,40 ± 0,15 г/см3 для звичайних хондритів групи Н, 3,40 ± 0,15 г/см3 для групи L і 3,29 ± 0,17 г/см3 для групи LL[8]